# Daviscupový tým Německa
Daviscupový tým Německa reprezentuje Německo v Davisově poháru od roku 1913.

## Historie
Německo dosud získalo tři tituly v letech 1988, 1989 a 1993. Kromě toho se také dvakrát dostalo do finále, a to v letech 1970, 1985. Od vzniku Světové skupiny Davisova poháru v roce 1981 v ní Německo chybělo pouze třikrát.
V roce 2008 se Německo po vítězství nad Jižní Koreou dostalo do čtvrtfinále, kde podlehlo budoucím vítězům Davis Cupu ze Španělska 1:4.
V roce 2009 tým Německa porazil v 1. kole Rakousko 3 : 2. Ve čtvrtfinále je poté vyřadil celek Španělska rovněž 3:2.
V roce 2010 Německo prohrálo už v prvním kole s Francií 4:1 a muselo do baráže o světovou skupinu. V baráži narazilo na Jihoafrickou republiku se kterou snadno vyhrálo 5:0 a udrželo se v ročníku 2011.
Na první kolo Davis cupu 2011 muselo Německo cestovat do chorvatského hlavního města Záhřebu. Německo nakonec na chorvatské antuce vyhrálo nejtěsnějším rozdílem 3:2 a po dvou letech se mohlo těšit na čtvrtfinále, kde narazilo na silnou a neoblíbenou Francii. Francie jasně na stutgartské antuce dominovala a zaslouženě postoupila po výhře 4:1 do semifinále, Německo znovu podlehlo ve čtvrtfinále.
V roce 2012 hostilo Německo v Bambergu na antuce Argentinu. Německo se na nic nesmohlo a Argentina vyhrála 4:1, Německo muselo do baráže, kde se utkalo s Austrálií. V Hamburku Německo prohrávalo po dvou dnech už 2:1, ale výhrami Floriana Mayera a Cedrika-Marcela Stebeho nakonec vyhrálo 3:2 a udrželo se ve světové skupině pro rok 2013
V roce 2013 cestovalo Německo do bouřlivé Argentiny, kde prohrálo jednoznačně 5:0 a v září bude hrát baráž doma proti Brazílii.

## Chronologie výsledků

### 2019–2029
| Rok  | úroveň                            | datum              | místo                       | povrch    | soupeř              | skóre | výsledek |
| ---- | --------------------------------- | ------------------ | --------------------------- | --------- | ------------------- | ----- | -------- |
| 2019 | Kvalifikační kolo                 | 1.–2. února        | Frankfurt, Německo          | tvrdý (h) | Maďarsko            | 5–0   | výhra    |
| 2019 | Finálový turnaj, základní skupina | 20. listopadu      | Madrid, Španělsko           | tvrdý (h) | Argentina           | 3–0   | výhra    |
| 2019 | Finálový turnaj, základní skupina | 21. listopadu      | Madrid, Španělsko           | tvrdý (h) | Chile               | 2–1   | výhra    |
| 2019 | Finálový turnaj, čtvrtfinále      | 22. listopadu      | Madrid, Španělsko           | tvrdý (h) | Velká Británie      | 1–2   | prohra   |
| 2021 | Kvalifikační kolo                 | 6.–7. března 2020  | Düsseldorf, Německo         | tvrdý (h) | Bělorusko           | 4–1   | výhra    |
| 2021 | Finálový turnaj, základní skupina | 27. listopadu 2021 | Innsbruck, Rakousko         | tvrdý (h) | Srbsko              | 2–1   | výhra    |
| 2021 | Finálový turnaj, základní skupina | 28. listopadu 2021 | Innsbruck, Rakousko         | tvrdý (h) | Rakousko            | 2–1   | výhra    |
| 2021 | Finálový turnaj, čtvrtfinále      | 30. listopadu 2021 | Innsbruck, Rakousko         | tvrdý (h) | Velká Británie      | 2–1   | výhra    |
| 2021 | Finálový turnaj, semifinále       | 4. prosince 2021   | Madrid, Španělsko           | tvrdý (h) | RTF                 | 1–2   | prohra   |
| 2022 | Kvalifikační kolo                 | 4.–5. března       | Rio de Janeiro, Brazílie    | antuka    | Brazílie            | 3–1   | výhra    |
| 2022 | Finálový turnaj, základní skupina | 14. září           | Hamburk, Německo            | tvrdý (h) | Francie             | 2–1   | výhra    |
| 2022 | Finálový turnaj, základní skupina | 16. září           | Hamburk, Německo            | tvrdý (h) | Belgie              | 2–1   | výhra    |
| 2022 | Finálový turnaj, základní skupina | 18. září           | Hamburk, Německo            | tvrdý (h) | Austrálie           | 2–1   | výhra    |
| 2022 | Finálový turnaj, čtvrtfinále      | 24. listopadu      | Málaga, Španělsko           | tvrdý (h) | Kanada              | 1–2   | prohra   |
| 2023 | Kvalifikační kolo                 | 3.–4. února        | Trevír, Německo             | tvrdý (h) | Švýcarsko           | 2–3   | prohra   |
| 2023 | 1. světová skupina                | 16.–17. září       | Mostar, Bosna a Hercegovina | antuka    | Bosna a Hercegovina | 4–0   | výhra    |
| 2024 | Kvalifikační kolo                 | 3.–4. února        | Tatabánya, Maďarsko         | tvrdý (h) | Maďarsko            | 3–2   | výhra    |
| 2024 | Finálový turnaj, základní skupina | 10. září           | Ču-chaj, Čína               | tvrdý (h) | Slovensko           | 3–0   | výhra    |
| 2024 | Finálový turnaj, základní skupina | 12. září           | Ču-chaj, Čína               | tvrdý (h) | Chile               | 3–0   | výhra    |
| 2024 | Finálový turnaj, základní skupina | 14. září           | Ču-chaj, Čína               | tvrdý (h) | Spojené státy       | 1–2   | prohra   |
| 2024 | Finálový turnaj, čtvrtfinále      | listopad           | Málaga, Španělsko           | tvrdý (h) |                     |       |          |

## Aktuální tým
- Alexander Zverev
- Jan-Lennard Struff
- Oscar Otte
- Kevin Krawietz
- Tim Pütz

### Související článek
- Davis Cup